# Svetski dan volontera
Međunarodni dan volontera, 5. decembar, obeležava se u svetu kao podsećanje na dan kada je 1970. godine stvoren Program Ujedinjenih nacija za volontere. Cilj je podstaći što veći broj ljudi da ponude svoje volonterske usluge. Ljudi dobre volje, kako ih nazivaju, za svoj rad ne očekuju materijalnu nadoknadu, sem moralnih i društvenih satisfakcija, a pomaganje i posvećivanje vremena drugima smatraju izrazom ljudske humanosti, solidarnosti i uzajamnosti, kao i osećanjem odgovornosti za svoju zajednicu.

## Motivi
Generalna skupština Ujedinjenih nacija je 1985. godine proglasila 5. decembar za Međunarodni dan volontera, kao podsećanje na dan kada je 1970. godine stvoren Program UN za volontere.
Motivi za volonterski rad izraz su visoke svesti i spremnosti da se odgovori na potrebe drugih i unapredi život u svojoj zajednici. Pored saznanja da čine nešto za "pravu stvar", volonteri su u prilici da dobiju nova iskustva, znanja i veštine i da ostvare nova prijateljstva i kontakte, kao i da iskoriste mogućnost stručnog usavršavanja i ličnog napredovanja.
Volonteri UN promovišu ideale volonterizma u celom svetu, pomažući najsiromašnijim i manje razvijenim zemljama.

## Organizacija
Kancelarija Programa Ujedinjenih nacija za razvoj (UNDP), preko koje organizacija funkcioniše, šalje volontere u zemlje članice, od kojih su dve trećine zemlje u razvoju.
Organizacije Ujedinjenih nacija imaju značajno iskustvo u 115 različitih profesija, a svake godine 5.000 volontera UN iz više od 150 zemalja aktivno podržavaju programe, fondove i specijalizovane agencije Svetske organizacije.

## Zastupljenost
Svaki treći čovek u svetu se bavio volonterskim radom.
Rezultati globalne studije "Glas ljudi", sprovedene u 56 zemalja pokazali su da je Srbija na 45 mestu svetske liste, a na drugom u regionu po broju volontera, sa 16 odsto ispitanika koji su u proteklih 12 meseci radili za neku neprofitnu organizaciju bez nadoknade ili plate.
Istraživanje u kojem je ispitano 60.000 ljudi, a koje objavljuje Medijum galup pokazalo je da je Bosna i Hercegovina sa 22 odsto prva u regionu po broju ljudi koji su se bavili volonterskim radom.
Bugarska je zemlja sa najmanjim brojem volontera i u regionu i u svetu. Svega 5 odsto ljudi volontira u toj zemlji.
Najviše volontera u svetu ima u Norveškoj, čak 57 odsto, zatim Luksemburgu, 55 odsto i Kamerunu 53 odsto.
Po regionima, volonterski rad je najrasprostranjeniji u Severnoj Americi (46 odsto), u Zapadnoj Evropi, Latinskoj Americi, Africi i Aziji je između 28 i 25 odsto ljudi radili volonterski, dok je u istočnoj i srednjoj Evropi samo 12 odsto.

## Literatura
1. ↑  „International Volunteer Day for Economic and Social Development - 5 December”.
2. ↑  „www.google.com” (PDF).

## Spoljašnje veze
- Svetski dan volontera
- Kalendar medijskih događaja Ujedinjenih nacija